# (11014) Svätopluk
(11014) Svätopluk (1982 QY1) – planetoida z pasa głównego asteroid okrążająca Słońce w ciągu 4,32 lat w średniej odległości 2,65 j.a. Odkryta 23 sierpnia 1982 roku.